# One Little Indian - Greatest Hits Volume One
One Little Indian – Greatest Hits Volume One es una compilación de los grandes éxitos de la discográfica One Little Indian y fue lanzado en 1988.

Este álbum está integrado por nueve canciones y la banda más importante que forma parte del mismo fue The Sugarcubes, que estaba liderado por la cantante islandesa Björk.

## Lista de canciones
1. «When you're sad» – A. R. Kane
2. «Conscious (Pilot)» – D & V
3. «Youthful immortal» – Flux
4. «Psychotic machine» – Loudspeaker
5. «She's standing still» – The Very Things
6. «Rise» - Annie Anxiety Bandez
7. «For the love of beauty» – Flux of Pink Indians
8. «Blue eyed pop» – The Sugarcubes
9. «For King Willy» – The Babymen